# Chiesa di Gesù Redentore e San Ludovico d'Angiò
La chiesa di Gesù Redentore e San Ludovico d'Angiò, già cappella delle sorelle povere di Santa Chiara (popolarmente ricordata come chiesa delle clarisse) è una chiesa di Napoli, situata nel centro storico, in piazza del Gesù Nuovo.
La chiesa in origine nacque come refettorio dei Frati Minori, spazio quindi destinato ai frati minori, e faceva parte assieme ai suoi due chiostri monumentali (dei Frati Minori e di Servizio) dell'adiacente complesso monastico di Santa Chiara.

## Storia e descrizione

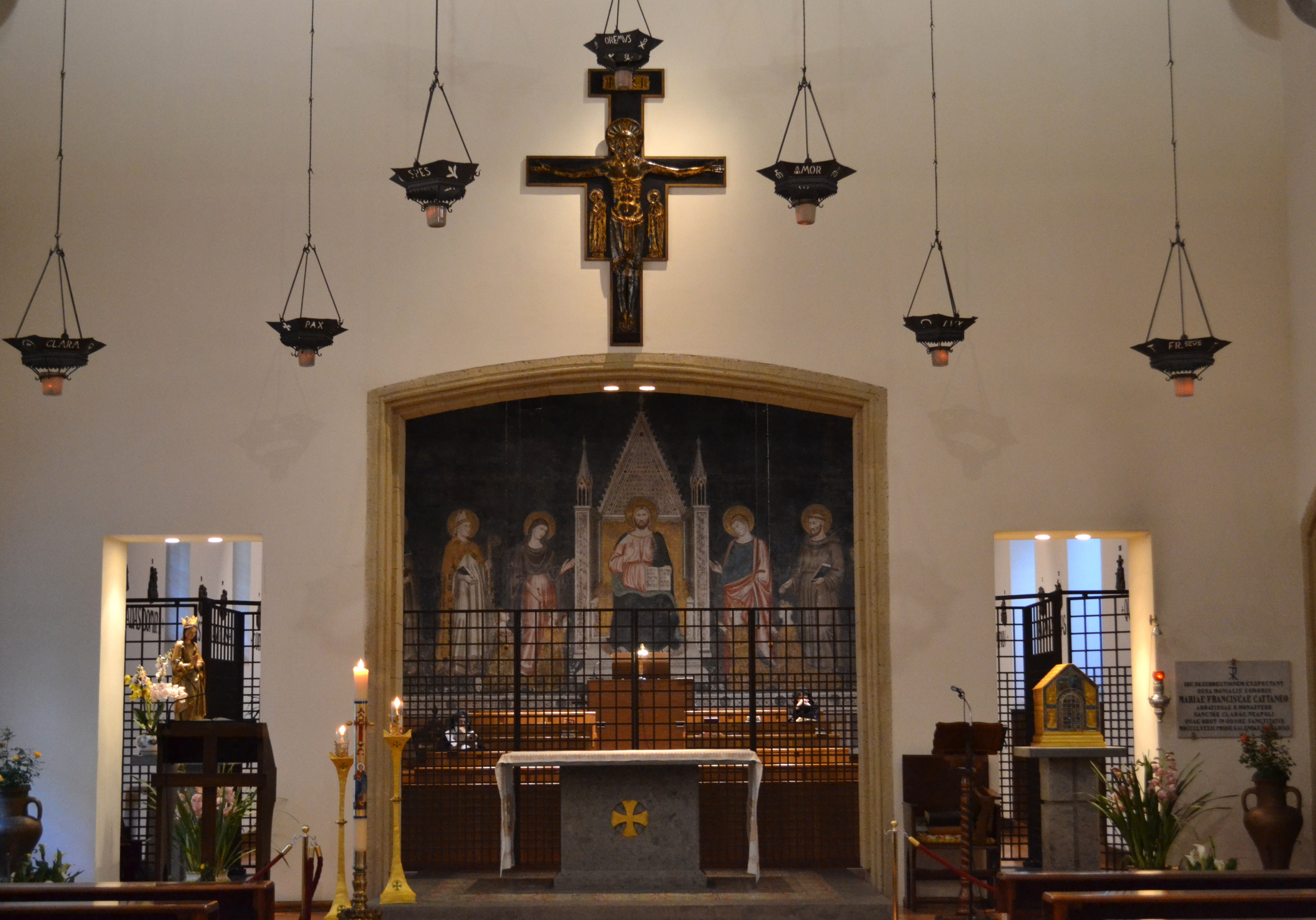
Interno della navata con in fondo il coro delle clarisse su cui è il grande affresco di Lello da Orvieto: Gesù Redentore tra santi e donatori (1340 ca.)

L'edificio sorse originariamente per i frati minori nel 1317. Esso mostra un'architettura tipicamente medievale essendo contemporaneo alla basilica di Santa Chiara. La sua funzione era inizialmente quella di refettorio.
La chiesa è formata da una navata rettangolare preceduta da un ampio vestibolo in cui è visibile al centro della parete una tela a forma di lunetta trecentesca raffigurante la Crocifissione, il cui luogo originario non è l'attuale.
La navata vede un pavimento pregiato e un altare maggiore di sola pietra, mentre il soffitto è sovrastato da una teoria di capriate lignee. Sulla controfacciata dell'aula è un grande affresco romboidale chiamato La mensa del Signore, raffigurante Cristo che regge il Vangelo, mentre in basso è raffigurato un momento conviviale con i santi Francesco e Chiara e gli Apostoli. Tangenti i quattro lati, sono dipinti in piccoli cerchi i simboli dei quattro evangelisti, uno per lato. Questo affresco, databile attorno al 1332, è attribuito ad un artista nominato convenzionalmente Maestro di Giovanni Barrile.
Segue alla navata il coro delle clarisse, divenuto tale con la trasformazione della struttura da refettorio dei frati a chiesa per le monache, posto dietro l'altare e che un tempo costituiva la sala capitolare del monastero. La sala è caratterizzata da un altro affresco ancora su Gesù Redentore tra santi e donatori, all'interno di un tipico tempietto gotico, anch'esso dipinto ad affresco. L'opera è di Lello da Orvieto ed è datata 1340 circa.
Dopo i restauri del secondo dopoguerra che interessarono l'intero complesso, fu aperto l'ingresso principale alla chiesa su piazza del Gesù, prima inesistente.
Chiusa per oltre due anni a causa di urgenti restauri conservativi, è stata riaperta al culto il primo dicembre 2007 ed, in tale data, è stata elevata a chiesa dall'arcivescovo di Napoli Crescenzio Sepe e dedicata al Cristo Redentore, a motivo della sua raffigurazione nel coro, ed a San Ludovico d'Angiò, poiché le sue reliquie sono tutt'oggi conservate dalle stesse clarisse.